# Drakpa Jungne
Drakpa Jungne (tibétain : གྲགས་པ་འབྱུང་གནས) est un régent du Tibet central (Ü-Tsang), sous la dynastie Phagmodrupa.